# 敖德薩 (明尼蘇達州)
敖德薩（英語：Odessa）是一個位於美國明尼蘇達州大石湖縣的城市。

## 人口
根據2020年美國人口普查的數據，敖德薩的面積為2.50平方千米，當中陸地面積為2.50平方千米，而水域面積為0.00平方千米。當地共有人口103人，而人口密度為每平方千米41人。